# Poblat talaiòtic de Binissafúller
El poblat talaiòtic de Binissafúller o de Binissafullet és un jaciment arqueològic prehistòric situat a Menorca, al municipi de Sant Lluís, a uns 10 km al nord de la carretera PMV-7022.
Aquest poblat presenta alguns dels elements constructius característics de la cultura talaiòtica de Menorca: diversos talaiots i un recinte de taula.
Un equip d'arqueòlegs vinculats al Museu de Menorca va desenvolupar una excavació arqueològica, entre els anys 1989 i 1990, en el recinte de taula d'aquest poblat, fet que va permetre plantejar algunes hipòtesis sobre el tipus d'activitats que es varen desenvolupar en aquesta part de l'assentament, al llarg del seu període d'ocupació.
El recinte de taula, així, constituiria un recinte comunitari destinat al culte, en ús durant els segles IV-III aC, caracteritzat per la presència del foc, el vi i la carn, consumits en àpats de caràcter religiós, possiblement lligats a celebracions relacionades amb el calendari agricolaramader.
Com és habitual en aquests tipus de recinte, a la dreta i davant la taula, s'hi va documentar una zona on va cremar un foc intens. A les voreres, just devora els murs, s'hi concentraven els ossos de petits anyells i cabrits acaramullats, així com fragments d'àmfores púniques ebusitanes utilitzades per a transportar vi i, en aquest cas, sembla que rompudes intencionadament. També s'hi localitzaren vasos talaiòtics, de producció local.
La intervenció dels anys 1989-1990 va permetre, per altra banda, redreçar l'element central del recinte de taula (la taula pròpiament dita), que es trobava caiguda.
Algunes de les restes recuperades durant aquesta excavació s'exposen al Museu de Menorca.
És un dels 32 jaciments prehistòrics menorquins que es presenten a la candidatura de la Menorca Talaiòtica com a patrimoni de la humanitat a la UNESCO.